# Chemins de Fer Luxembourgeois
Chemins de Fer Luxembourgeois (CFL) és l'empresa nacional de trens de Luxemburg. Va ser creada el 14 de maig del 1946. Està present en l'àmbit del transport de passatgers, de mercaderies i porta a terme la gestió i el funcionament de la xarxa ferroviària de Luxemburg. Les accions de l'empresa es divideixen en: 92%, l'estat de Luxemburg, 6%, l'estat de Bèlgica i el 2%, l'estat de França.
L'any 2013, va transportar aproximadament 20,7 milions de passatgers i 804 milions de tones de mercaderies. La companyia empra a 4.050 persones, el que posa a CFL com a setè més gran ocupador corporatiu del país.

## Context històric

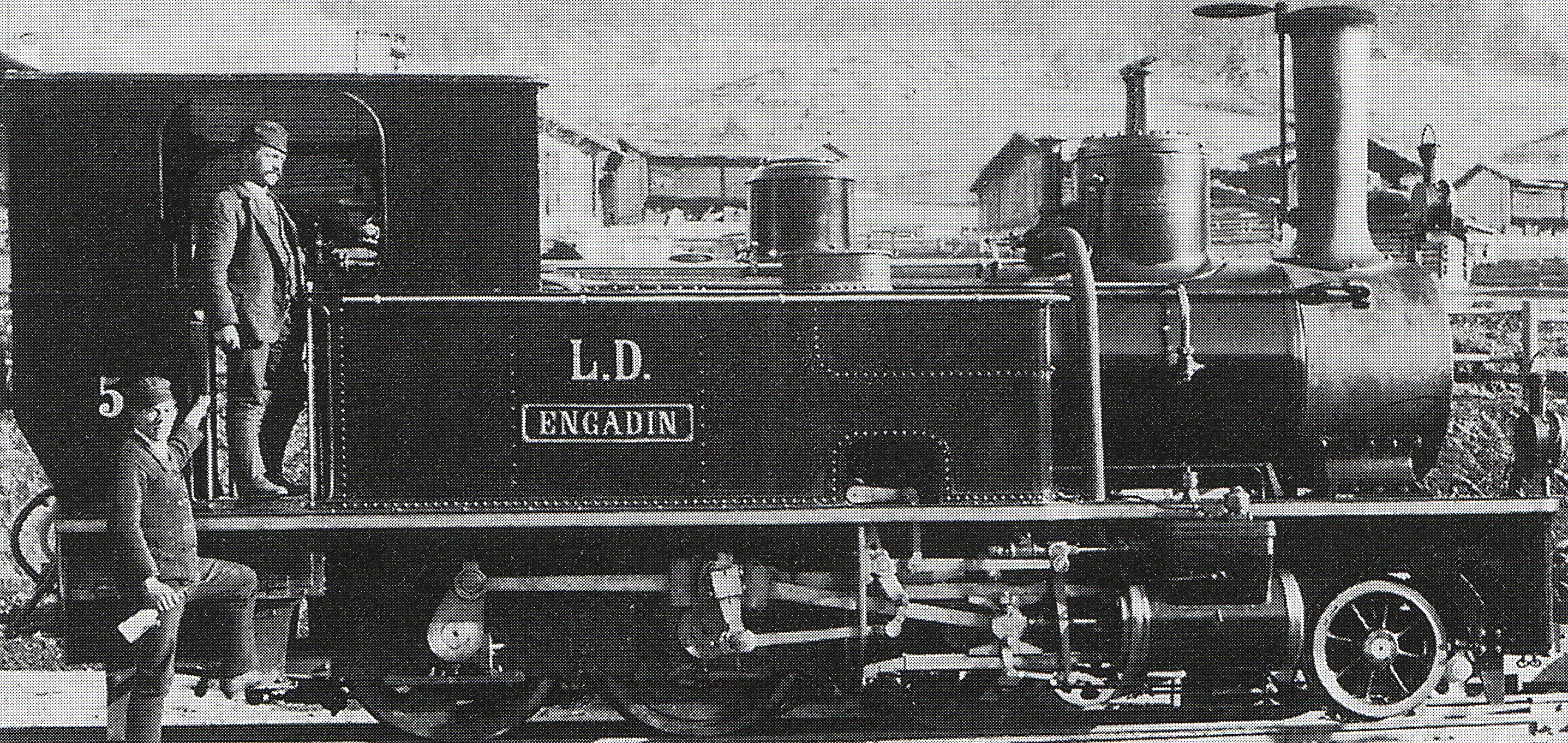
Màquina de tren «Engadin», Landquart-Davos Fabricada el 1889, va estar en servei a diverses empreses fins que va ser donada de baixa el 1954 por la CFL.

Les primeres línies dels ferrocarrils de Luxemburg es van obrir a l'octubre de 1859. Pertanyien a la Société royale grand-ducale des chemins de fer Guillaume-Luxembourg, fundada el 1857, però operada per la Companyia de Ferrocarrils de l'Est.
Des de 1871, després del Tractat de Frankfurt, la xarxa de Luxemburg va ser explotada per Direction générale impériale des chemins de fer d'Alsace-Lorraine, després de l'annexió d'Alsàcia-Lorena a l'imperi alemany. L'administració dels ferrocarrils d'Alsaccia i Lorena va ser creada el 1919 durant la devolució d'Alsàcia-Lorena a França, i es va reprendre l'explotació de la xarxa luxemburguesa. L'1 de gener de 1938, la xarxa entra sota la nova Société Nationale des Chemins de Fer Français (SNCF), però a partir de 1940, és operada per la Deutsche Reichsbahn. El tren va continuar com anteriorment al final del Segona Guerra Mundial. El 17 d'abril de 1946, es va signar un acord entre Luxemburg, França i Bèlgica. CFL es va crear oficialment el 14 de maig 1946.

## Material

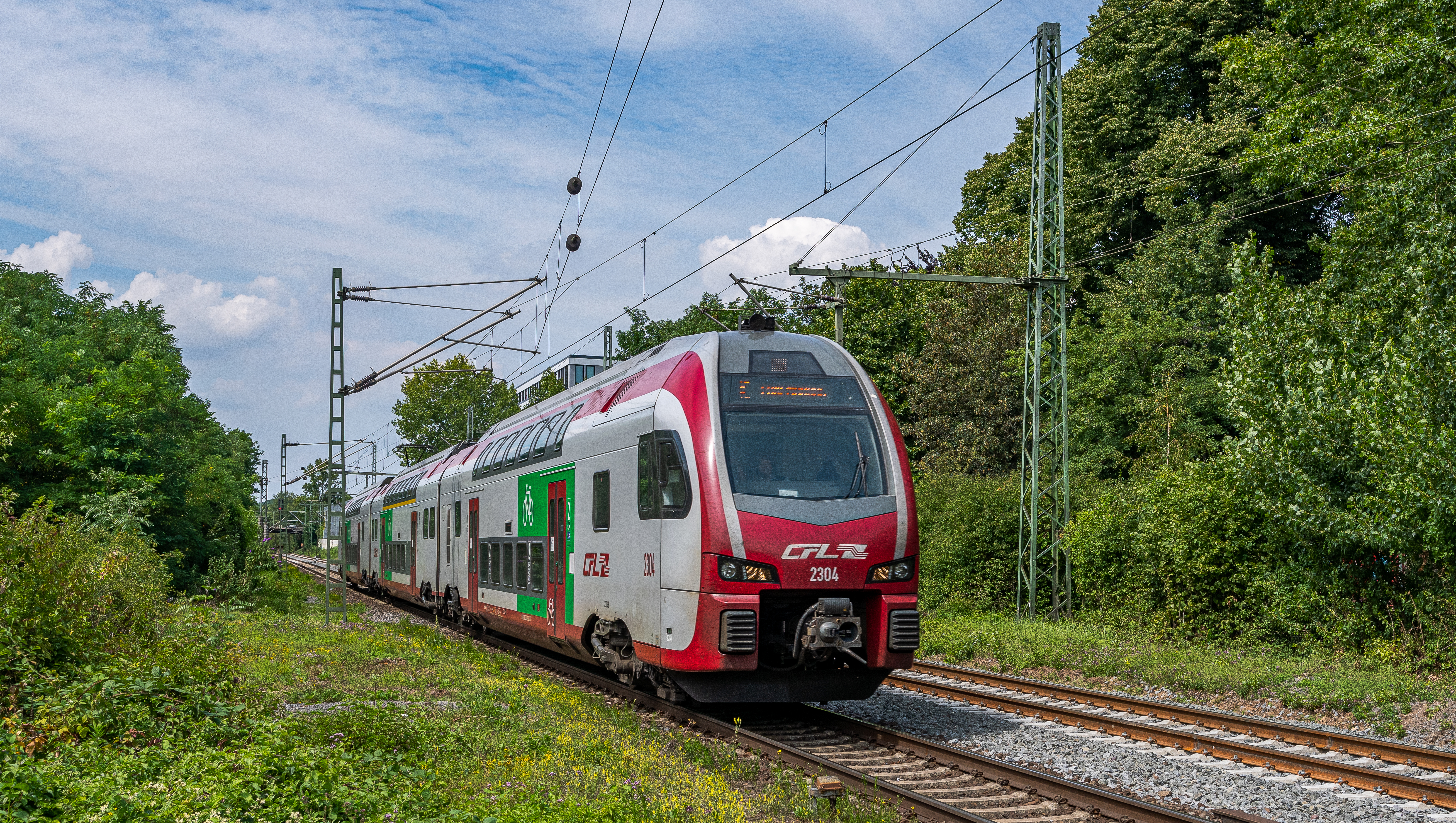
Tren de dos pisos l'any 2020

Xarxa de Chemins de Fer Luxembourgeois

CFL posseeix una flota relativament moderna de trens de passatgers, amb una majoria de vagons amb dos pisos. Quasi totes les rutes són realitzades amb trens elèctrics.

## CFL operacions i serveis

### Rutes de trens de passatgers
CFL anuncia la seva xarxa de passatgers composta per set línies:
- Línia 10 CFL Luxemburg - Troisvierges-Frontera - Lieja (Bèlgica), Kautenbach - Wiltz i Ettelbruck - Diekirch
- Línia 30 CFL Luxemburg - Wasserbillig-Frontera - Trèveris (Alemanya)
- Línia 5 CFL Luxemburg - Kleinbettingen-Frontera - Brussel·les (Bèlgica)
- Línia 60 CFL Luxemburg - Esch-sur-Alzette - Rodange, Bettembourg - Dudelange - Volmerange-Les-Mines (França), Bettembourg - Noetzange - Rumelange i Bettembourg - Esch-sur-Alzette - Audun-le-Tiche (França)
- Línia 70 CFL Luxemburg - Rodange - Athus (Bèlgica) amb extensions a Arlon (Bèlgica) i a Virton (Bèlgica), Rodange - Longwy (França) amb extensió a Longuyon (França)
- Línia 80 CFL Thionville (França) - Esch-sur-Alzette - Longwy (França)
- Línia 90 CFL Luxemburg - Thionville (França) - Metz (França) - Nancy (França)

Internament utilitza un sistema diferent amb més subdivisions: 
- Línia 1 Luxemburg - Troisvierges-Frontera
- Línia 1a Ettelbruck - Diekirch
- Línia 1b Kautenbach - Wiltz
- Línia 2a Kleinbettingen - Steinfort
- Línia 2b Ettelbruck - Bissen
- Línia 3 Luxemburg - Wasserbillig-Frontera través Sandweiler-Contern
- Línia 4 Luxemburg - Berchem - Oetrange
- Línia 5 Luxemburg - Kleinbettingen-Frontera
- Línia 6 Luxemburg - Bettembourg-Frontera
- Línia 6a Bettembourg - Esch / Alzette
- Línia 6b Bettembourg - Dudelange-Usines (Volmerange)
- Línia 6c Noertzange - Rumelange
- Línia 6d Tétange - Langengrund
- Línia 6e Esch-sur-Alzette - Audun-li-Tiche
- Línia 6f Esch-sur-Alzette - Pétange
- Línia 6 g Pétange - Rodange-Frontière (Aubange)
- Línia 6h Pétange - Rodange-Frontière (Mont St. Martin)
- Línia 6j Pétange - Rodange-Frontière (Athus)
- Línia 6k Brucherberg - Scheuerbusch
- Línia 7 Luxemburg - Pétange

### Connexions ferroviàries amb els països limítrofs
Tots els ferrocarrils veïns utilitzen el mateix calibre: 
- Bèlgica - 3 kV DC
- França - 25 kV AC
- Alemanya - 25 kV AC / 15 kV AC